# ماء الحياة (حكاية ألمانية)

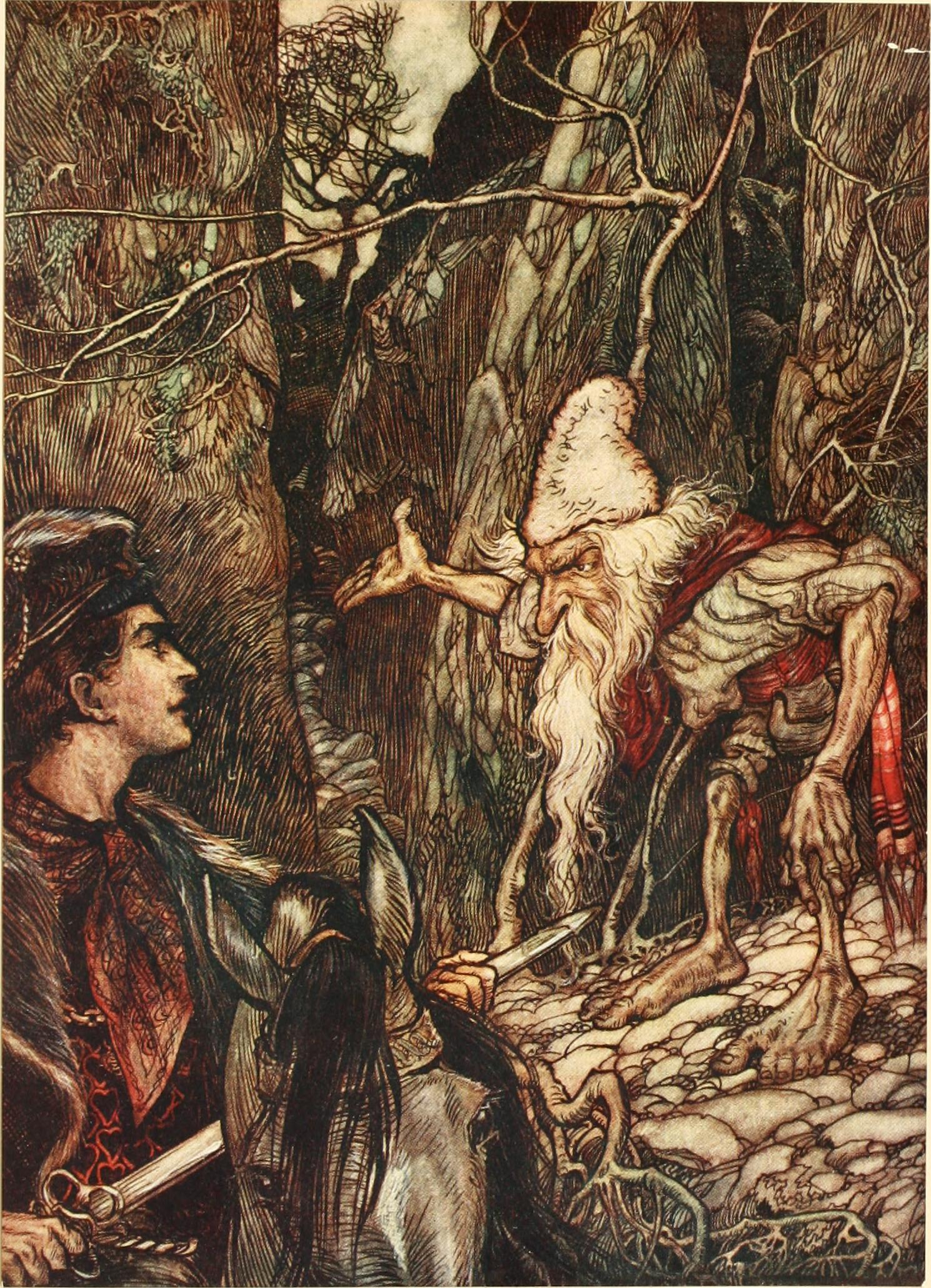
الجني والملك، آرثر راكهام، 1916

ماء الحياة (بالألمانية: Das Wasser des Lebens)‏ هي قصة أو حكاية خرافية (أسطورية) ألمانية جمعها الأخوان جريم، وتسلسل الحكاية هو رقم 97. وقد لاحظ جون فرانسيس كامبل (29 ديسمبر 1821، 17 فبراير 1885 كان مؤلفًا وعالمًا اسكتلنديًا شهيرًا ومتخصص في الدراسات السلتية. وكان يعرف كامبل كسلطان على الفولكلور السلتي والشعوب الغيلية.) أنها موازية للحكاية الخيالية الاسكتلندية، الدب البني.

## الحكاية

### ماء الحياة
في قديم الزمان كان هناك ملك، أصيب بمرض عضال ولم يصدق أحد أنه سينجو بحياته منه. وكان عنده ثلاثة أبناء حزنوا لمرضه ونزلوا إلى حديقة القصر وأخذوا يبكون، فالتقوا هناك برجل سألهم عن مصابهم، فأخبروه أن أباهم مريض طريح الفراش وعلى شفا الموت، فالأطباء لم يعرفوا دواء يشفيه، فقال لهم العجوز: «أنا أعرف دواءه، إنه ماء الحياة، إذا شرب منه فسيتعافى. لكن الحصول عليه أمر عسير». قال أكبرهم: «أنا سأحصل عليه»، وتوجه إلى الملك المريض ورجاه السماح له بالذهاب للبحث عن ماء الحياة، فهو الدواء الوحيد لشفائه. فأجابه الملك: «لا، فالخطر في ذاك كبير، وأنا أفضل الموت على أن أعرضك للخطر». لكن أكبر الأبناء استمر في الإلحاح إلى أن أذن له بالذهاب. كان الأمير، بينه وبين نفسه يقول: «إذا أحضرت الماء فسأصبح الأقرب إلى قلب أبي وسارث المملكة».

#### خروج الأمير الأكبر
جهز الأمير نفسه وانطلق، وبعد أن قطع مسافة من الطريق، برز له قزم خاطبه قائلا: «إلى أين بهذه السرعة؟» فأجابه الأمير بعجرفة واضحة: «لا داعي لأن تعرف، أيها القزم الغبي»، وتابع طريقه على جواده. غضب القزم من كلامه وتمنی له أمنية شريرة، دخل الأمير على أثرها في شق جبل، وكلما تقدم فيه كلما ضاق الشق أكثر فأكثر، إلى أن كاد جدارا الجبل ينطبقان عليه، بحيث لم يعد قادرا على التقدم خطوة واحدة، ولا على الالتفاف بالجواد، ولا على الترجل عن السرج.

#### خروج الأمير الأوسط
طال انتظار الملك المريض، لكن الأمير لم يعد. وعندها قال الأمير الأوسط:

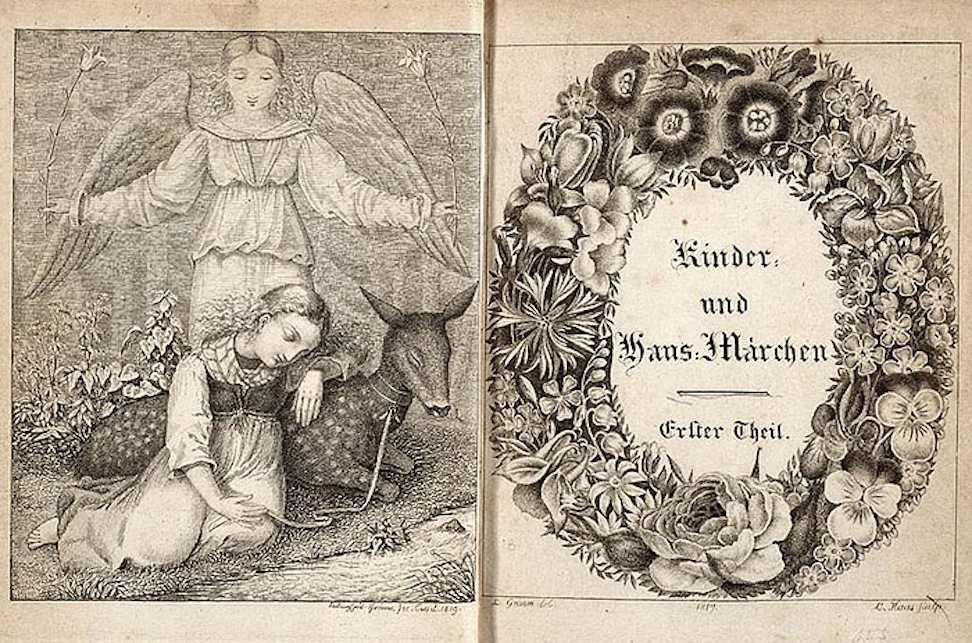
صَفحة غِلاف المُجلّد الأوّل من كِتاب الحِكايات الخُرافيّة عام 1819.

«اسمح لي يا أبتي بالذهاب للبحث عن ماء الحياة»، وفكر في نفسه: «إذا كان أخي قد مات، فستكون المملكة من نصيبي». لم يشأ الملك بداية أن يسمح له، لكنه رضخ أخيرا. انطلق الأمير الأوسط على الطريق نفسه الذي سلكه أخوه، وقابل القزم الذي استوقفه وسأله: «إلى این بهذه السرعة؟» فأجابه الأمير: «لا داعي لأن تعرف أيها القزم الغبي»، وتابع من دون حتی أن يلتفت. لكن القزم لعنه، فتورط مثل أخيه في الدخول في شق جبل، ولم يعد قادرا على التقدم ولا على الرجوع. فهكذا تكون نهاية المتعجرفين.

#### خروج الأمير الصغير
عندما لم يعد الأمير الثاني أيضا، طلب أصغرهم الذهاب لإحضار ماء الحياة واضطر الأمير أخيرا للسماح له، وحينما قابل الأمير القزم الذي سأله عن وجهته وسبب سرعته، توقف وأجابه: «إني أبحث عن ماء الحياة، فأبي على شفا الموت:، فسأله القزم: «وهل تعرف مكان وجوده؟» فأجاب: «لا، لا أعرف». فقال له القزم: «بسبب سلوكك اللائق، وعدم التكبر مثل أخويك المنافقين، سأدلك على المكان وسأرشدك إلى كيفية الحصول على ماء الحياة. ينبع ماء الحياة من نافورة في فناء قصر مسحور. لكنك لن تتمكن من دخوله إن لم أزودك بعصا حديدية ورغيفي خبز. بالعصا الحديدية تقرع باب القصر الحديدي ثلاث مرات، فينفتح على مصراعيه. سترى في الداخل أسدين فاتحین شدقيهما، فإذا رميت رغيفا في فم كل منهما فسيهدآن، فاسرع عندها واجلب ماء الحياة قبل الساعة الثانية عشرة، وإلا لانطبق عليك باب القصر وبقيت حبيسا».
شكره الأمير وأخذ منه العصا والخبز، وانطلق على الطريق حتى بلغ القصر، فوجد كل شيء مثلما قال القزم: انفتح الباب بعد الضربة الثالثة بالعصا، ورمی رغيفين للأسدين فسكنا، عندها دخل القصر ووصل إلى قاعة جميلة يجلس فيها أمراء مسحورون، فسحب خواتمهم من أصابعهم، ثم وجد سيفأ ورغيف خبز فأخذهما أيضا. دخل بعدئذ إلى غرفة وجد فيها صبية جميلة واقفة، ابتهجت لمرآه فقبلته وقالت إنه قد خلصها من السحر وسيحصل بذلك على مملكتها كلها، وإذا عاد إليها بعد انقضاء سنة فسيحتفلان بعرسهما. ثم دلته إلى مكان نبع ماء الحياة وقالت إن عليه أن يسرع ويأخذ حاجته منه، قبل أن تدق الساعة الثانية عشرة.
تابع الأمير جولته عبر القصر، ودخل أخيرا إلى غرفة فيها سرير جميل ومفروش ببياضات نظيفة جديدة، ولأنه كان متعبا، فقد أراد أن يرتاح قليلا، فاستلقى في السرير وغفا، واستيقظ على صوت الساعة وهي تدق الثانية عشرة إلا ربعا. قفز من السرير مرعوبا، وركض إلى النبع حيث ملأ زجاجة وجدها إلى جانبه وأسرع ليغادر. وما كاد يتجاوز البوابة حتى انصفقت وراءه بقوة مع صوت الساعة وهي تدق الثانية عشرة، وبقي جزء من كعب حذائه عالقا بين مصراعي البوابة، لكن الأمير كان سعيدا بحصوله على ماء الحياة.

#### عودة الأمير الصغير
انطلق على جواده عائدا إلى الوطن، ومر في طريقه بالقزم الذي رأى معه السيف ورغيف الخبز، فقال له: «مکسبك عظيم أيها الأمير، فبهذا السيف يمكنك دحر جيوش، وهذا الخبز لا ينضب مهما أكلت منه». لم يرغب الأمير في العودة إلى أبيه من دون أخويه، فقال: «ألا يمكنك يا عزيزي القزم، أن تخبرني بمكان وجود أخوي؟ لقد خرجا قبلي بحثا عن ماء الحياة، ولم يعودا». فأجابه القزم: «إنهما عالقان في شق جبلٍ، نتيجة لعنتي عليهما، لأنهما متعجرفان». فتوسل إليه الأمير طويلا، حتى حررهما من أسرهما، لكن القزم حذره منهما قائلا: «احترس منهما، فقلباهما أسودان».

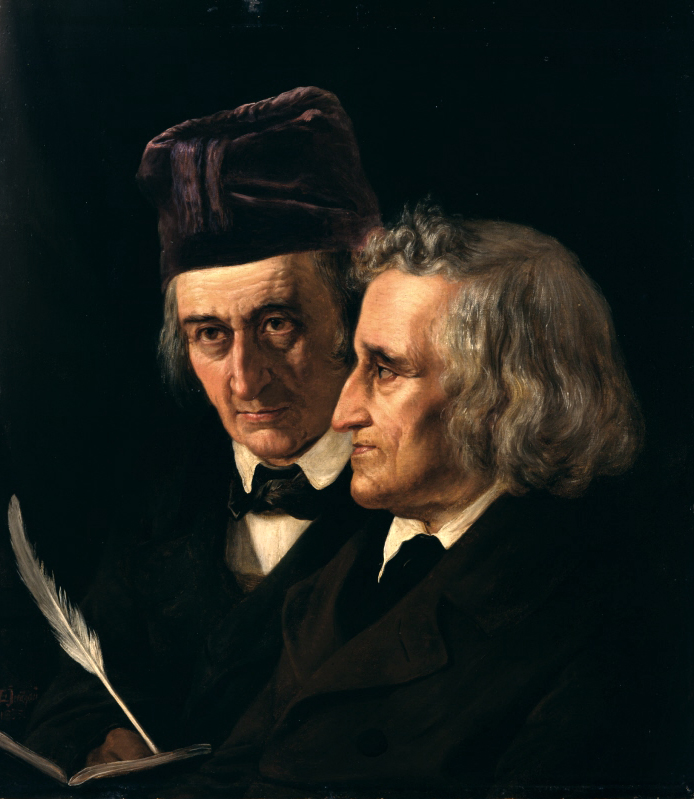
الأخوان فيلهلم غريم (الأيسر) يعقوب غريم (الأيمن) عام 1855 رَسَمتها إليزابيث جيرشو باومان

عندما وصل الأمير إلى أخويه فرح بسلامتهما، وأخبرهما بما جرى معه، بأنه عثر على ماء الحياة وملأ منه كأسا، وأنه حرر أميرة حسناء من طوق السحر، ولسوف تنتظره عاما كاملا ليحتفلا بعرسهما ويحصل على مملكتها الواسعة.
انطلقوا بعد ذلك على جيادهم، فمروا ببلد تسوده الحرب والمجاعة، إلى درجة أن اعتقد ملكها بأن حكمه سينهار. فدخل عليه الأمير وأعطاه رغيف الخبز الذي أشبع به سكان مملكته وجيشه، ثم أعطاه السيف الذي دحر به جيوش الأعداء واستعاد الاستقرار والسلام. استرد الأمير بعدها خبزه وسيفه وتابع الأخوة الثلاثة طريقهم، فمروا ببلدين تسود فيهما حروب ومجاعة، وبالتالي قدم الأمير سيفه وخبزه للملكين، فأنقذ بذلك ثلاثة ممالك حتى الآن.
ثم ركب الأخوة سفينه عبرت بهم البحر. وفي أثناء الرحلة قال الأميران الأكبران لبعضهما: «أصغرنا عثر على ماء الحياة، وليس نحن. لذلك سيمنحه والدنا المملكة، وهي من حقنا نحن، فيقضي بذلك على مستقبلنا وسعادتنا». فثارت في نفسيهما مشاعر الانتقام، واتفقا على تدمير أخيهما. انتظرا ذات يوم حتی غرق في سبات عميق، فأخذا ماء الحياة من زجاجته لنفسيهما، وصبا بدلا عنه ماء البحر المالح.
عندما وصلا إلى الوطن قدم الصغير كاسا لأبيه ليشرب منه ويشفى، لكنه ما أن شرب قليلا من ماء البحر المالح حتی ازداد مرضه، فاشتکی متذمرا، فجاء الكبيران ودسا على الصغير أنه يبغي تسميم أبيه، في حين أنهما قد أحضرا له ماء الحياة الحقيقي، وقدما له كأسهما. ما كاد الملك يشرب منه قليلا حتى شعر بأن مرضه يزول وجسمه يقوي كما في أيام شبابه. بعد ذلك ذهب الاثنان إلى ثالثهم، فسخروا منه وقالا: «صحيح أنك قد عثرت على ماء الحياة، لكنك حصدت الجهد، وفزنا نحن بالأجر. كان يفترض بك أن تكون فطنا وتفتح عينيك جيدا، فلقد أخذنا منك ماء الحياة أثناء نومك في السفينة. وبعد انقضاء سنة سيذهب أحدنا نحن الاثنين ليفوز بالأميرة الحسناء ومملكتها. أما أنت فإياك أن تلفظ ببنت شفة وتغدر بنا، فوالدنا على كل حال لن يصدقك. وعلى الرغم من ذلك، إن وشیت بنا فستدفع حياتك ثمنا لذلك، أما إن صمت فسنهديك إياها».

#### الحكم الجائر
غضب الملك على أصغر أبنائه غضبا شديدا، لظنه أنه كان ينوي قتله. فاستدعی مستشاريه إلى اجتماع نطق فيه بالحكم عليه بأن يقتل بالرصاص على أن يبدو الأمر خطا. وعندما خرج الأمير إلى الصيد، خالي الذهن من أي شر، كلف الملك صياده الخاص بمرافقته وتنفيذ الحكم فيه. وبينما كانا يتوغلان في الغابة، لاحظ الأمير حزنا باديا على وجه الصياد، فسأله: «ماخطبك يا عزيزي الصياد؟» فأجابه:
«لا يجوز لي أن أفصح، ولكن يجب علي ذلك». فقال له الأمير: «تحدث بصراحة تامة، وساعذرك»، فقال الصياد: «أنا مكلف بقتلك بالرصاص. إنه أمر الملك». فزع الأمير وقال: «يا عزيزي الصياد، دعني أعيش. ولنتبادل الثياب، خذ بدلتی الملكية وأعطني ثيابك البسيطة». فقال الصياد: «بكل سرور أيها الأمير. ما كان قلبي ليطاوعني على قتلك». تبادلا الثياب وعاد الصياد إلى داره، فيما تابع الأمير توغله في الغابة.
بعد مدة قصيرة وصلت إلى الملك ثلاث عربات محملة بالذهب والجواهر، هدية لابنه الأصغر من ملوك البلدان الثلاثة، لمعونته إياهم، بسيفه على دحر جيوش الأعداء، وبخبزه على إطعام شعوبهم، فأرادوا بهذه الهدايا التعبير عن امتنانهم. ففكر الملك: «أيمكن أن ابني كان بريئا؟» وقال لأفراد حاشيته: «ليته ما زال حيا. كم أشعر بالأسى لأمري بقتله». فنهض الصياد قائلا: «إنه لا يزال حيا. لم يطاوعني قلبي على تنفيذ أمركم»، وحكى للملك ما جرى. وعندها سقطت عن قلب الملك صخرة، وأعلن في جميع البلدان العفو عن ابنه والسماح له بالعودة إلى الوطن.
أما أميرة القصر المسحور فقد أمرت ببناء شارع أمام قصرها وفرشته بالذهب اللماع، وقالت لحرسها إن من يأتي إليها عبر الشارع مباشرة فهو من تنتظره حقيقة، فعليهم السماح له بالدخول. أما من يأتيها من جانب الشارع الذهبي، فلن يكون الحقيقي، فعليهم ألا يدخلوه.
وحينما شارفت السنة على الانتهاء فكر الأمير الأكبر بأن عليه الإسراع إلى الأميرة والزعم بأنه مخلصها، فيفوز بها زوجة إضافة إلى مملكتها. فانطلق إليها على جواده، وعندما اقترب من القصر وشاهد الشارع الذهبي الجميل، فكر: «إنه لمن المؤسف أن أدوس الذهب» ووجه جواده إلى جانب الشارع الأيمن وتقدم. لكنهم أخبروه عندما وصل إلى البوابة إنه ليس الشخص الحقيقي، وأن عليه الرجوع من حيث أتي. وسرعان ما جاء الأمير الأوسط، وحينما وصل إلى الشارع الذهبي ووطأت قدم جواده الذهب، فکر: «إنه أمر مؤسف أن يتخلى المرء عن كل هذا»، ووجه جواده إلى جانب الشارع الأيسر وتقدم. لكنهم أبلغوه عندما وصل إلى البوابة إنه ليس الشخصي الحقيقي، وأن عليه الرجوع من حيث أتى.

#### عودة الحبيب إلى الأميرة
وحينما انتهت السنة حقا، انطلق الأمير الأصغر، من الغابة قاصدا حبيبته لينسى أحزانه عندها، وكان ذهنه طوال الطريق مشغولا بفكرة الوصول إليها، فلم ير الشارع الذهبي إطلاقا، فعبره من منتصفه فوق الذهب حتى بوابة القصر، التي فتحت له، واستقبلته الأميرة بفرح وسرور هاتفة إنه مخلصها وسيد المملكة، وأقيمت الاحتفالات بعرسهما في سعادة غامرة. وبعد انتهاء الاحتفالات أخبرته بأن أباه قد عفا عنه ورجاه العودة، فعاد مباشرة وأخبر أباه بكل شيء، بغدر أخويه وخيانتهما، وبأنه كان مضطرا للصمت. أراد الملك إنزال العقاب بهما، فكانا قد هربا في سفينة عبر البحر، ولم يعودا إلى المملكة طوال حياتيهما.

## طالع أيضًا
- حكايا خرافية من ألمانيا
- أدب ألماني
- شارل بيرو
- لويس كارول
- موت العراب

## قراءة اضافية
- برنامج في عصرنا: الأخوين غريم على إذاعة BBC (استَمع الآن)
- كتاب مجاني: Grimms' Fairy Tales على مشروع غوتنبرغ (باللغة الإنجليزيّة).
- كتاب مجاني: Grimms' household tales على مشروع غوتنبرغ. (باللغة الإنجليزيّة).
- أعمال من تأليف أو عن الأخوين غريم في أرشيف الإنترنت
- أعمال الأخوين غريم على LibriVox